# Joaquín Dondé Ibarra
Joaquín Dondé Ibarra (Ciudad de Campeche, 6 de julio de 1827 - Mérida, Yucatán, 1 de noviembre de 1875) fue un químico farmacéutico y botánico mexicano.

## Biografía
El doctor Joaquín Dondé Ibarra nació en Campeche en 1827. Realizó sus estudios primarios en esta misma ciudad, destacando por su aprovechamiento. Se trasladó a la ciudad de Puebla en donde cursó farmacia en la cátedra del entonces afamado profesor Mariano Cal matriculándose el 5 de julio de 1844.
En 1846, siendo uno de los alumnos más destacados de su cátedra, fue nombrado para sustentar un acto público que tuvo lugar el 20 de noviembre de ese año. Por aquella época, tuvo a su cargo la botica de su profesor Cal como reconocimiento a su talento. Se recibió de farmacéutico el 15 de julio de 1847 con tan solo veinte años de edad.
Se dirige entonces a la Ciudad de México para profundizar en sus conocimientos, asistiendo a la cátedra del doctor José María Vargas de quien se gradúa nuevamente el 26 de julio de 1849, en esa época dirige la entonces prestigiada botica de Frissac.
A fines del mismo año de 1849, volvió a su península de Yucatán abriendo en 1850 en Campeche una cátedra de Farmacia y tres años después, otra en Mérida. Fue por tanto el maestro de varias generaciones de estudiantes de farmacia, química e historia natural, adaptándose siempre a los nuevos progresos de la ciencia.
En 1870 fundó una cátedra de Química industrial para artesanos. En ese mismo año, uniéndose a varios profesores distinguidos fundó la Escuela especial de Medicina y Farmacia del Estado y en 1875 se le concedió el título de profesor honorario. Fundó también una Asociación médica en Mérida.
Trabajó en mejorar el proceso de curtido de pieles y la fabricación de jabón y fósforos, mejoras que compartió de inmediato con los artesanos sin importarle su beneficio económico.
Legó también varios artículos científicos y posiblemente como consecuencia de sus quehaceres científicos, adquirió una enfermedad desconocida que lo fue consumiendo hasta fallecer en la ciudad de Mérida el 1° de noviembre de 1875 participando la ciudad del duelo por el maestro y benefactor yucateco.